# Francesco Podesti
Francesco Podesti (Ancona, 21 maart 1800 - Rome, 10 februari 1895) was een Italiaans schilder.

## Leven en werk
Podesti studeerde vanaf 1815 aan de Accademia di San Luca in Rome, onder Gaspare Landi en vervolgens onder Vincenzo Camuccini. Vooral de laatste heeft zijn werk sterk beïnvloed. Een aanbod om de leiding over de Turijnse Accademia Albertina te krijgen wees Podesti af, omdat hij bang was dat het zijn onafhankelijke positie als kunstenaar zou beïnvloeden.
Podesti bekwaamde zich in de frescotechniek en kreeg opdrachten van hooggeplaatste edelen en kardinalen, onder meer voor de Villa Torlonia en het Palazzo Torlonia aan het Piazza Venezia.
Een schilderij dat hij in 1851 maakte in opdracht van de stad Ancona, ter herinnering aan een beleg in 1173, was te zien bij de Great Exhibition in Londen en de Exposition Universelle (1855) in Parijs. 
Tussen 1856 en 1865 beschilderde Podesti de Hal van de Onbevlekte Ontvangenis (Sala dell’Immacolate) in het Vaticaan met fresco's in opdracht van Paus Pius IX.
Toen Podesti in de 80 was beschilderde hij nog de koepel van de Vier Evangelisten in de Kerk van het Heilig Sacrament in Ancona. Hij overleed een aantal weken voor zijn 95e verjaardag.

## Werken (selectie)
- Portret van markies Busca (1825)
- De heldendaden van de Olympische goden (1836) voor het Palazzo Torlonia
- Het oordeel van Salomo (1836), in opdracht van Karel Albert van Sardinië voor het Koninklijk Paleis van Turijn
- Martelaarschap van Stefanus (1851)
- De vier evangelisten (1880) in Ancona
- Portret van Paus Gregorius XVI

- Bibliothèque nationale de France: cb14969021n (data)
- Gemeinsame Normdatei: 119474506
- International Standard Name Identifier: 0000 0000 6633 0767
- Library of Congress Control Number: nr96033840
- Nationale en Universitaire bibliotheek Zagreb: 000368858
- RKD-Nederlands Instituut voor Kunstgeschiedenis: 63948
- Istituto Centrale per il Catalogo Unico: CUBV172411
- SNAC: w67m3rmh
- Système universitaire de documentation: 231625774
- Union List of Artist Names: 500007511
- Virtual International Authority File: 59357085
- WorldCat: E39PBJfcQrhTY4t8BJYkYxDwmd